# Яковлевська
Я́ковлевська (рос. Яковлевская) — присілок у складі Афанасьєвського району Кіровської області, Росія. Входить до складу Ічетовкінського сільського поселення.
Населення становить 18 осіб (2010, 24 у 2002).
Національний склад станом на 2002 рік — росіяни 88 %.